# Парсел (Оклахома)
Парсел (енгл. Purcell) град је у америчкој савезној држави Оклахома.

## Демографија
По попису из 2010. године број становника је 5.884, што је 313 (5,6%) становника више него 2000. године.
| Група             | 2000.         | 2010.         |
| Белци             | 4.305 (77,3%) | 4.203 (71,4%) |
| Афроамериканци    | 123 (2,2%)    | 121 (2,1%)    |
| Азијати           | 16 (0,3%)     | 14 (0,2%)     |
| Хиспаноамериканци | 562 (10,1%)   | 812 (13,8%)   |
| Укупно            | 5.571         | 5.884         |